# Estadio José Rico Pérez
Het Estadio José Rico Pérez is een multi-functioneel sportstadion in Alicante, dat plaats biedt aan 30.000 toeschouwers. De vaste bespeler van het stadion is Hércules CF.
Het stadion werd gebouwd in 1974 en gebruikt op het WK 1982. De club gaf reeds te kennen van plan te zijn om een nieuw stadion te bouwen.

## WK interlands
| №  | Datum        | Wedstrijd                | Uitslag | Competitie                | Toeschouwers |
| -- | ------------ | ------------------------ | ------- | ------------------------- | ------------ |
| 1  | 18 juni 1982 | Argentinië – Hongarije   | 4 – 1   | WK 1982 1e Groepsfase (C) | 23.093       |
| 2  | 23 juni 1982 | Argentinië – El Salvador | 2 – 0   | WK 1982 1e Groepsfase (C) | 23.500       |
| 3. | 10 juli 1982 | Polen – Frankrijk        | 3 – 2   | WK 1982 Troostfinale      | 28.000       |